# Округ Спенсер (Индијана)
Спенсер (енгл. Spencer County) је округ у америчкој савезној држави Индијана.

## Демографија
По попису из 2010. године број становника је 20.952, што је 561 (2,8%) становника више него 2000. године.
| Група             | 2000.          | 2010.          |
| Белци             | 19.793 (97,1%) | 20.101 (95,9%) |
| Афроамериканци    | 123 (0,6%)     | 96 (0,5%)      |
| Азијати           | 39 (0,2%)      | 72 (0,3%)      |
| Хиспаноамериканци | 303 (1,5%)     | 517 (2,5%)     |
| Укупно            | 20.391         | 20.952         |